# Lepraria coriensis
Lepraria coriensis är en lavart som först beskrevs av Hue, och fick sitt nu gällande namn av Sipman. Lepraria coriensis ingår i släktet Lepraria och familjen Stereocaulaceae.   Inga underarter finns listade i Catalogue of Life.